# Mikhaïl Diàkov
Mikhaïl Diàkov (en rus Михайл Дьяков) (Sant Petersburg, ? – 1957) va ser un ciclista rus, que va competir de 1895 a 1897. En aquests tres anys va guanyar una medalla de plata al Campionat del món amateur de mig fons de 1896. És considerat el primer esportista rus, i no només ciclista, guanyador d'una medalla en uns Campionats mundials.